# Гереро (язык)
Гере́ро (очигереро) — язык народа гереро. Распространён в основном в Намибии, а также в Анголе и Ботсване. Язык межэтнической коммуникации. Число говорящих 150 тыс. человек (1999, оценка).
Гереро — один из языков банту. По классификации М. Гасри (1967—1971) имеет индекс R.31. Имеет ряд региональных диалектов (районов Каоколенд и Мбандеру в Намибии, Махалапье в Ботсване).
Фонетические особенности: открытый слог, наличие кратких и долгих гласных, глухих и звонких межзубных согласных (фрикативных, плозивных, назальных), гармония гласных и согласных. Ударение квантитативное, связанное (на предпоследнем слоге). Гереро — тональный язык (3 тона).
Определяющая черта грамматического строя — наличие системы согласовательных классов (19 классов, из них 3 локативных с полной моделью согласования). Именные показатели-префиксы имеют двусложную форму с начальной гласной /о/ (за исключением префикса 5-го класса е-). Глагол оканчивается на гласную /а/, может образовывать 7 так называемых производных суффиксальных форм (аппликатив, каузатив, пассив, реципрок и другие). Для глагола характерна прогрессивная ассимиляция финального -а под влиянием гласного предшествующего слога. Указательные местоимения имеют 4 степени дальности-близости. Порядок слов «субъект + предикат + объект».
Широко представлено словообразование с помощью префиксов и суффиксов и словосложение. В лексике — заимствования из африкаанс, койсанского языка нама, английского и немецкого языков. Гереро активно пополняется новой терминологией.
Младописьменный язык; письменность создана в начале XX в. на основе латинского алфавита.
| a  | b   | d  | ḓ | e | f | g | h | i | j  | k | l | m | mb | mw | n | ndj |
| ng | ngw | nj | ṋ | o | p | r | s | t | tj | ṱ | u | v | w  | y  | z |     |